# Пупутан

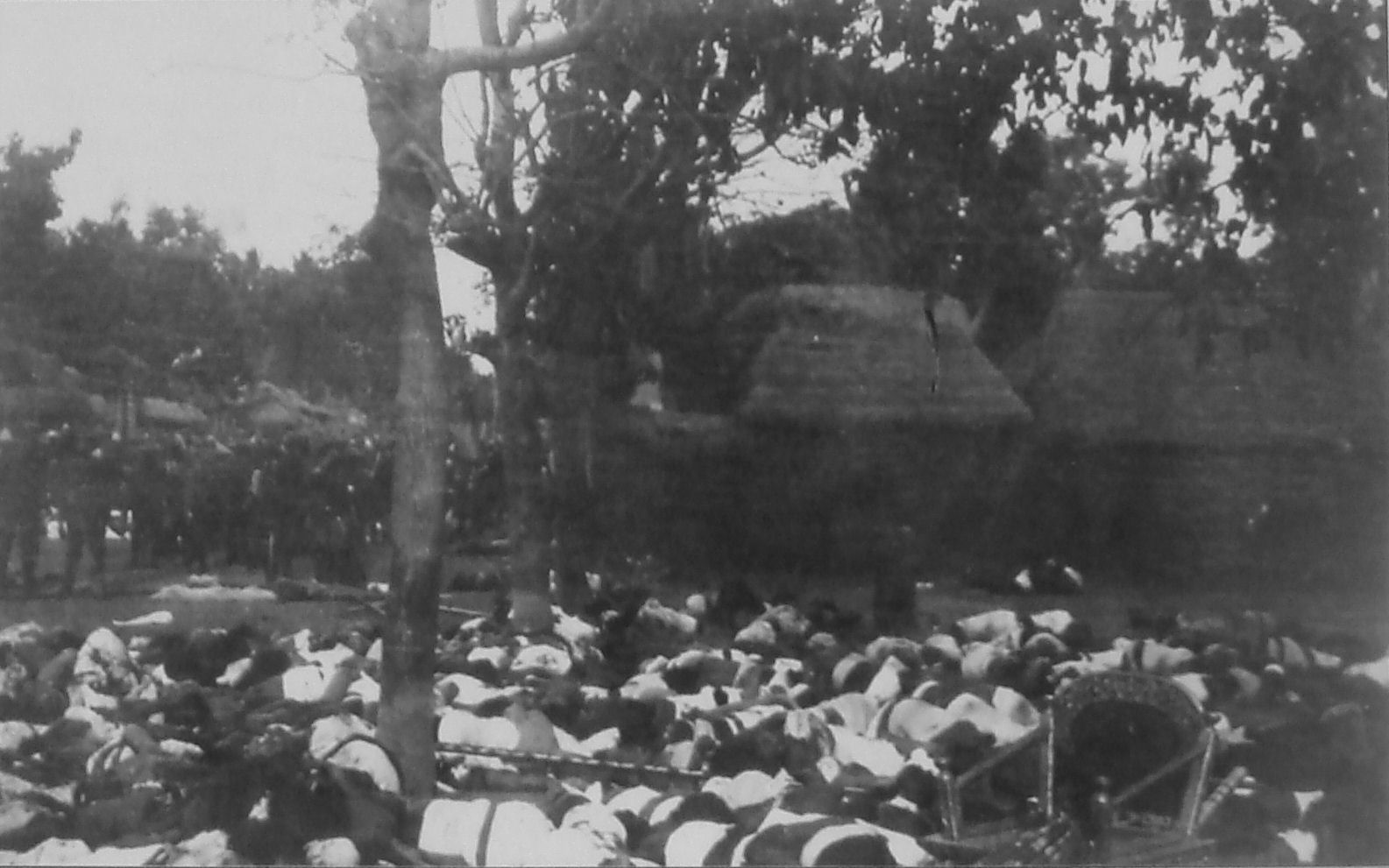
Балийцы, покончившие с собой во время пупутана 1906 года в Бадунге.

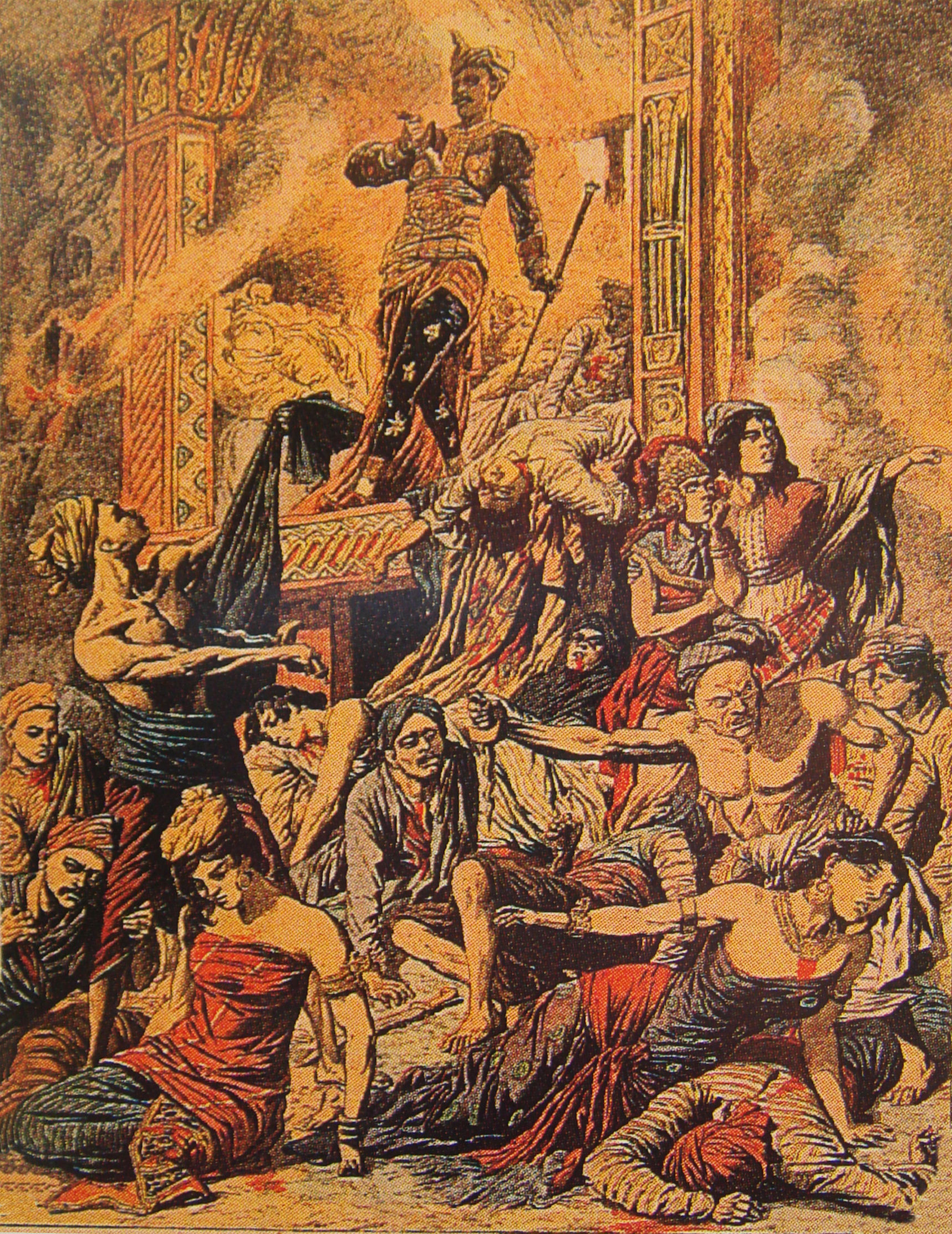
Рисунок, изображающий пупутан семьи раджи Бадунга в 1849 году.

Пупу́тан (балийск. Puputan — «сражаться до конца») — балийский термин, означающий ритуальное самоубийство, совершаемое в условиях неизбежной и унизительной капитуляции. Пупутаном также признаётся гибель от рук врага — в том случае, если человек обрёк себя на неё сознательно, имея при этом возможность спастись.
Наиболее известные пупутаны в истории острова Бали происходили в 1906 и 1908 годах, когда последние остававшиеся независимыми княжества Бали были захвачены нидерландскими колониальными войсками.
Наиболее массовый и известный случай пупутана имел место во время вторжения 1906 года. 14 сентября 1906 года значительные силы Королевской Голландской Ост-Индской армии высадились на пляже в Санур, имея целью окончательно подчинить себе весь остров Бали, где столкнулись с серьёзным сопротивлением и прошли маршем — как на параде — до города Денпасар, столицы царства Бадунг. Солдаты прошли через пустынный, покинутый город и оказались под королевским дворцом. Они заметили дым, вздымавшийся над домами, и услышали тревожный грохот барабанов, доносившийся из-за стен дворца.
Когда они приблизились к воротам, оттуда выступила молчаливая процессия, во главе которой несли паланкин раджи. Раджа был одет в традиционное белое похоронное платье, на нём было надето множество драгоценностей, он был вооружён церемониальным кинжалом-крисом. Другие участники процессии, в том числе королевские чиновники, стражники, жрецы, жёны, дети и слуги раджи, были так же одеты и имели то же оружие.
Когда процессия оказалась на расстоянии около ста шагов от остановившихся голландцев, раджа вышел из паланкина и дал знак одному из жрецов, который после этого вонзил свой кинжал в грудь правителя. Другие участники процессии, руководствуясь этим знаком, начали убивать друг друга.
Якобы «случайные выстрелы» и «атаки копьями и пиками» вынудили голландцев открыть огонь из винтовок и пушек. Между тем процессия продолжала убийство друг друга: из ворот дворца выходили новые ряды одетых в белое балийцев, количество трупов, которые падали друг на друга, возросло до нескольких слоёв. В конечном счёте было убито около тысячи балийцев. Все они совершили пупутан или были убиты голландцами.
Голландские солдаты сняли с трупов мёртвых ценности и разграбили горящие руины дворца раджи. Несколько месяцев спустя остатки дворца сравняли с землёй.
Другой известный случай пупутана имел место 18 апреля 1908 года в непосредственной близости от дворца в Клунгкунге, где — после смерти раджи, убитого голландскими солдатами, — ритуальное самоубийство совершили около 200 человек.
Пупутаном признаётся также гибель И Густи Нгураха Рая и бойцов его отряда «Чиунг-Ванара» в бою с голландскими войсками 20 ноября 1946 года. В индонезийской историографии этот акт героического сопротивления голландцам даже получил официальное название «Пупутан у Маргараны» — по названию деревни, вблизи которой произошло боестолкновение.